# 388
388 (CCCLXXXVIII) fue un año bisiesto comenzado en sábado del calendario juliano, en vigor en aquella fecha.
En el Imperio romano, el año fue nombrado como el del consulado de Augusto sin colega, o menos comúnmente, como el 1141 Ab urbe condita, adquiriendo su denominación como 388 a principios de la Edad Media, al establecerse el anno Domini.

## Acontecimientos

### Asia
- Bahram IV se convierte en rey de Persia.

### Imperio romano
- La rebelión de Magno Máximo es aplastada en la Batalla del Save, y Valentiniano II es restaurado como emperador romano de Occidente.
- Jerónimo de Estridón se traslada a Palestina, donde vivirá el resto de su vida.
- Paterno se convierte en obispo de la sede episcopal de Braga (en lo que actualmente es Portugal).
- Un grupo de cristianos asaltan la sinagoga de la ciudad de Calínico, en el río Éufrates y la destruye.

## Fallecimientos
- Magno Clemente Máximo, emperador romano (Parte Occidental).